# 이즈미후추역
이즈미후추역(일본어: 和泉府中駅, いずみふちゅうえき 이즈미후츄우에키[*])은 일본 오사카부 이즈미시에 있는 서일본 여객철도의 역이다.

## 역 구조
섬식 승강장으로 2면 4선의 대피 시설을 갖춘 지상역이다. 역사는 하행선 동쪽에 있으며 승강장과는 과선교로 연결되어 있다.
이코카 및 제휴 교통카드의 사용이 가능하다.

### 승강장
| 1    | ■ 한와 선 | 하행 | 구마토리 · 간사이 공항 · 와카야마 방면 |
| 1    | ■ 한와 선 | 상행 | 오토리 · 덴노지 · 오사카 방면          |
| 2    | ■ 한와 선 | 하행 | 구마토리 · 간사이 공항 · 와카야마 방면 |
| 3・4 | ■ 한와 선 | 상행 | 오토리 · 덴노지 · 오사카 방면          |

## 역사
- 1929년 7월 18일: 한와 전기 철도 한와텐노지 ~ 이즈미후추 간의 노선 신설에 따라 개업하였다.
- 1940년 12월 1일: 회사 간 인수 합병에 따라 난카이 전기 철도 야마노테 선의 소속이 되었다.
- 1944년 5월 1일: 국유화에 따라 일본국유철도의 소속이 됨과 동시에 역으로 승격하였다.
- 1987년 4월 1일: 민영화에 따라 서일본 여객철도의 소속이 되었다.
- 2003년 11월 1일: 이코카의 사용이 개시되었다.

## 인접정차역
- 하루카 호의 일부가 정차한다.

| 서일본 여객철도 한와 선                                          | 서일본 여객철도 한와 선  | 서일본 여객철도 한와 선                  |
| ---------------------------------------------------------------- | ------------------------ | ---------------------------------------- |
| 덴노지 방면                                                      | ■ 한와 선 한와 라이너    | 히가시키시와다 와카야마 방면             |
| 오토리 덴노지 방면                                               | ■ 한와 선 쾌속·구간 쾌속 | 히가시키시와다 간사이 공항·와카야마 방면 |
| 시노다야마 덴노지 방면                                           | ■ 한와 선 보통           | 구메다 와카야마 방면                     |
| 쾌속·구간쾌속에는 간쿠·기슈지 쾌속, 직통 쾌속, B쾌속도 포함된다. |                          |                                          |